# Базилиано
Базилиа̀но (на италиански: Basiliano; на фриулски: Basilian, Базилиан, до 1923 г. Pasian Schiavonesco, Пазиан Скиавонеско) е градче и община в Северна Италия, провинция Удине, автономен регион Фриули-Венеция Джулия. Разположено е на 77 m надморска височина. Населението на общината е 5410 души (към 2010 г.).